# Frank Knight
Frank Hyneman Knight (McLean County Illinois, 7 november 1885 – 15 april 1972) was een Amerikaans econoom.

## Risico en onzekerheid
Frank Knight is vooral bekend door zijn boek Risk, Uncertainty and Profit (Risico, onzekerheid en winsten), dat in 1921 verscheen. Dit boek was gebaseerd op zijn Ph.D. (proefschrift) aan de Cornell University. In zijn boek Risk, Uncertainty and Profit maakt hij een zorgvuldig onderscheid tussen een zogenaamd economisch risico en economische onzekerheid. Situaties met "risico" zijn die waar de uitkomsten weliswaar onbekend zijn, maar wel vanaf het begin onderhevig zijn aan de wetten van de kansverdeling. Knight beargumenteerde dat dit soort situaties, waarin beslissingsregels zoals het maximaliseren van het verwachte nut kunnen worden toegepast, op een diep fundamenteel niveau verschillen van situaties met "onzekerheid", waar de uitkomsten eveneens onbekend zijn, maar nu ook beheerst worden door een onbekend kansmodel. Knight betoogde dat deze "onzekerheid" aanleiding geeft tot economische winsten die ook door volledige mededinging niet zullen worden geëlimineerd.
Hoewel de meeste economen nu Knights onderscheid tussen risico en onzekerheid erkennen, heeft het maken van dit onderscheid de laatste negentig jaar niet tot veel theoretische modellen of empirisch werk  geleid. Een mogelijke uitzondering is het "Markets from Networks"-model dat in 2002 werd opgesteld door de socioloog Harrison Wit.
Knight voerde ook een beroemd debat met A.C. Pigou over maatschappelijke kosten. Hij heeft ook bijgedragen aan de argumentatie  voor tolwegen. Hij zei dat verkeerscongestie niet bestreden moest worden door instelling van tollen door de overheid. In plaats daarvan bepleitte hij een systeem van wegen in particuliere handen. Particuliere eigenaren zouden beter in staat zijn om de toltarieven op een zodanig niveau in te stellen dat de congestie tot een efficiënt niveau werd doorgebracht. In het bijzonder ontwikkelde hij het argument dat de basis voor de analyse van het verkeersevenwicht vormt. Het staat sindsdien bekend als het principe van Wardrop.
Irene van Staveren wijdt een hoofdstuk van haar boek Wat wij kunnen leren van economien die (bijna) niemand meer leest aan het gedachtegoed van Knight. In 'De fatale verwarring van onzekerheid met risico' legt ze uit dat door het verwarren van risico en onzekerheid bij het toepassen van de efficiënte-markthypothese (EMH) de economische theorie alle aandacht voor financiële crises buitensloot (en -sluit). Dergelijke crises werden afgedaan als zijnde veroorzaakt door “exogene factoren”. De kredietcrisis van 2007 werd mede veroorzaakt door het feit dat financiële instellingen weliswaar hun risico's probeerden af te dekken (bijv. door risicospreiding), maar totaal geen rekening hadden gehouden met de fundamentele onzekerheden die juist in financiële markten zo'n grote rol kunnen spelen. Om die te kunnen beheersen zijn simpele, transparante financiële producten nodig, een objectief systeem van kredietbeoordeling, hoge buffers voor systeembanken en strenge regels over wie wel en wie niet mag handelen in financiële waardepapieren.

## Geselecteerde werken
- Risk, Uncertainty and Profit, 1921, ISBN 9780226446912.

- Bibsys: 90135825
- Bibliothèque nationale de France: cb12277945c (data)
- Catàleg d'autoritats de noms i títols de Catalunya: 981058515889806706
- CiNii: DA01065431
- Gemeinsame Normdatei: 119107449
- International Standard Name Identifier: 0000 0001 0912 1798
- Library of Congress Control Number: n79021424
- Nationale Bibliotheek van Letland: 000005406
- Mathematics Genealogy Project: 207732
- Bibliotheek van het Japanse parlement: 00469680
- Nationale Bibliotheek van Tsjechië: jn20020301006
- Nationale bibliotheek van Australië: 35138473
- Nationale Bibliotheek van Israël: 987007276529405171
- Nationale Bibliotheek van Polen: a0000002858002
- Nederlandse Thesaurus van Auteursnamen: 069901007
- Réseau des bibliothèques de Suisse occidentale: 02-A003461839
- SNAC: w6qr524f
- Système universitaire de documentation: 031595103
- Trove: 838786
- Virtual International Authority File: 68990002
- WorldCat: E39PBJjHcPGVykyt6kJWprryVC